# پیتر بهرنز

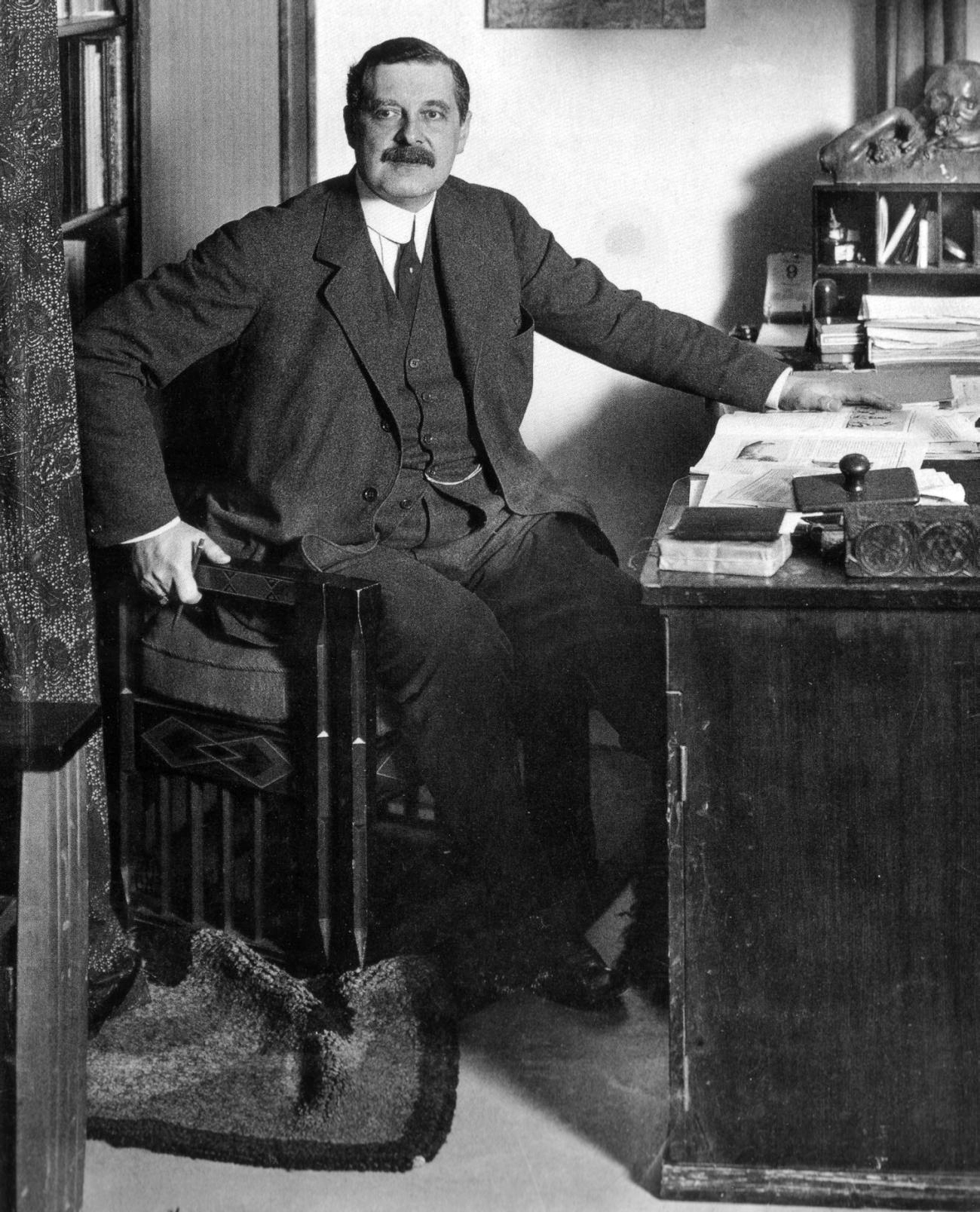

پیتر بهرنز (به آلمانی: Peter Behrens) متولد ۱۸۶۸ هامبورگ، معمار آلمانی بود.
وی از متقدمین معماری مدرن محسوب می‌گردد.
لودویگ میس ون در روهه، لوکوربوزیه، و والتر گروپیوس از شاگردان او بودند.
اولین کارهای بهرنز که شامل طراحی صنعتی و عمدتاً طراحی لوازم خانگی بود، از طرف شرکت آ‌ا‌گ(کمپانی جنرال الکتریک آلمان) حمایت می‌شد.
بهرنز توانست در طرح ساختمان توربین‌سازی آ‌ا‌ِگ که بین سال‌های ۱۹۰۹–۱۹۰۸ میلادی در برلین طراحی و ساخته شد دیدگاه و بیانی نو در طرح کارخانه ارائه نماید. این کارخانه اولین ساختمان فولادی و شیشه ای بود که در آلمان ساخته شد.

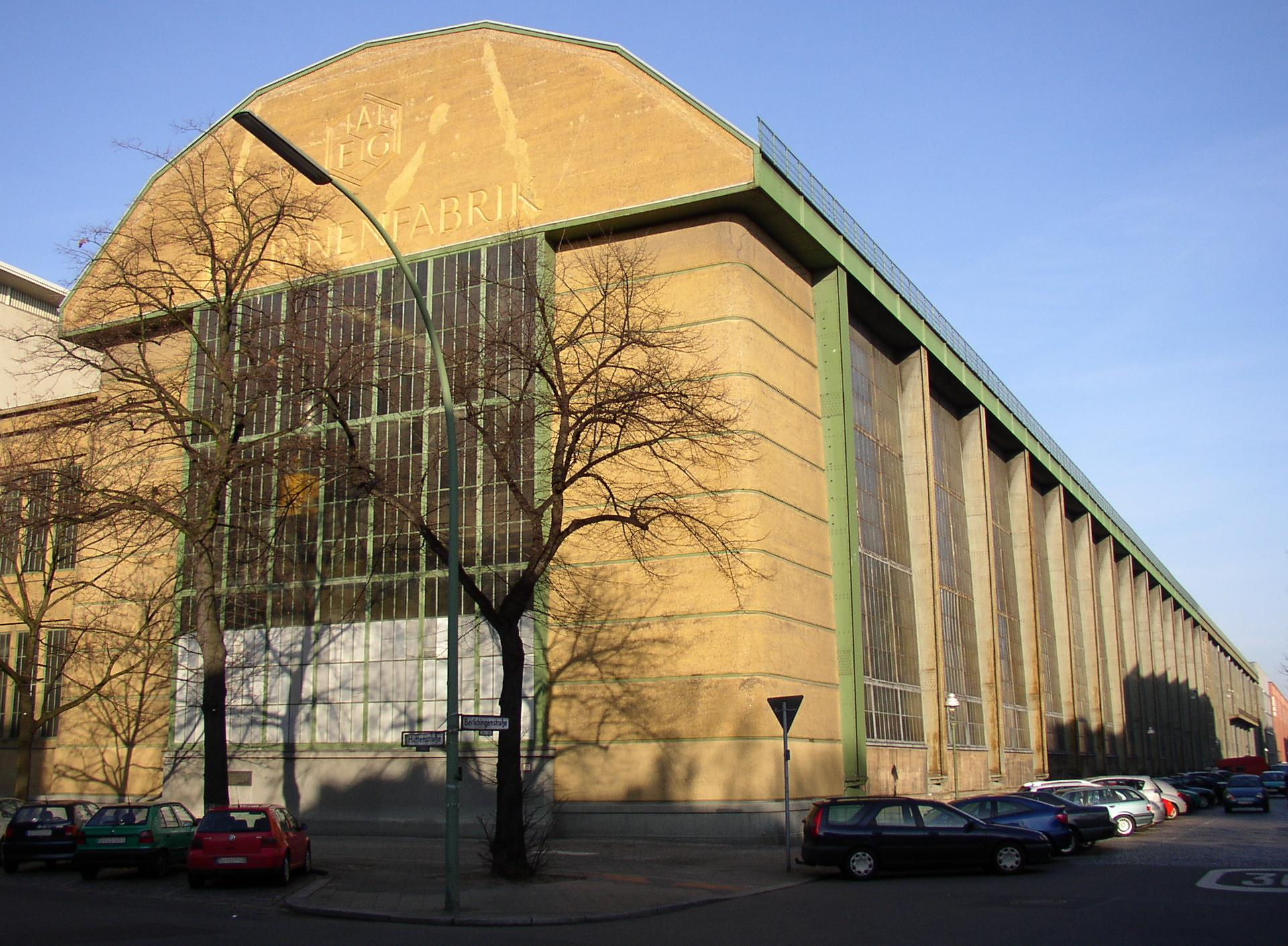
کارخانه توربین آ‌اِگ